# Parusz (műhold)
A Parusz (oroszul: Парус, magyar jelentése: vitorla) szovjet, majd orosz katonai navigációs és távközlési műhold. GRAU-kódja 11F627. 1974-től indították, 2010-ig 99 darab Parusz műholdat állítottak pályára. A műholdak a Szovjet Haditengerészet, majd az Orosz Haditengerészet felszíni hadihajói és tengeralattjárói navigációját és kommunikációját segítették. A műholdak a katonai célú Ciklon–B műholdas navigációs rendszer elemei voltak. Polgári célú változata a Cikada műhold.
A rendszer elemeinek fejlesztése az 1960-as évek végén kezdődött. A Parusz műholdat az Alkalmazott Mechanikai Tudományos Termelési Egyesülés (NPO PM) fejlesztette ki és gyártotta. A navigációs és irányítórendszert a Ragyiopribor Tudományos Kutatóintézet, a kommunikációs rendszert a Távközlési Berendezések Moszkvai Tudományos Kutatóintézete (MNIIRSZ) fejlesztette ki. A Ciklon műhold továbbfejlesztett változata, a műholdakat KAUR–1 műholdplatformra építették.  A 2,035 m átmérőjű hengeres test felületén helyezték el az energiaellátást biztosító napelemeket, valamint a hőszabályozó rendszer radiátorait. A műhold tömege 825 kg. Passzív mágneses-gravitációs stabilizáló rendszerrel látták el.
Az első műholdat 1974. december 26-án indították Koszmosz–700 jelzéssel. A rendszer 1976-ra lett üzemképes, akkor rendszeresítette a Szovjet Hadsereg. A másfél-két év élettartamú műholdakat a Pleszeck űrrepülőtér 132-es és 133-as indítóállásából indították Koszmosz–3M hordozórakétával. Mindegyik műhold Koszmosz sorozatszámot kapott. A műholdak kb. 83°-os elhajlású alacsony Föld körüli pályán keringtek. A pálya perigeuma tipikusan 950 km, apogeuma 1005 km volt. A műholdak fokozatosan váltották fel az 1960-as évek végétől indított Ciklon műholdakat.
A navigációs műholdak a szovjet flotta hajóinak helymeghatározásához szolgáltattak adatokat, emellett távközlési feladatokra is használták, valamint átjátszóállomásként közreműködtek az USZ–P tengeri felderítő műholdak adatainak továbbításában. A Ciklon–B rendszer folyamatosan legalább hat műholdat tartalmazott. A műholdak által 150 és 400 MHz körül frekvencián 200 W teljesítménnyel sugárzott pályaadatok alapján a hajókon és tengeralattjárókon telepített vevőberendezések kb. 100 m-es pontossággal tudták meghatározni a földrajzi pozíciójukat.
A Parusz műholdakkal együtt esetenként kisebb műholdakat is indítottak. Így 2005. január 20-án a Koszmosz–2414 jelzésű műholddal együtt indították a 31,6 kg tömegű Unyiverszityetszkij nevű (Tatjana becenevű) kutatóműholdat. 2009. július 21-én pedig a Koszmosz–2454 jelzésű Parusz műholddal állt Föld körüli pályára a COSPAS-SARSAT nemzetközi kutató-mentő rendszer részeként a Sztyerh műhold.
Összesen 99 Parusz műholdat indítottak. Az utolsó indításra 2010. április 27-én került sor Koszmosz–2463 jelzéssel. A Szovjetunió felbomlása után a Ciklon–B műholdas navigációs rendszert az Orosz Kozmikus Csapatok üzemeltetik. A Parusz műholdak egyes funkcióit fokozatosan a GLONASZSZ rendszer műholdjai veszik át.

## Külső hivatkozások
- A Parusz műhold az Encyclopedia Astronautica oldalán (angolul)
- A Cikada és a Parusz műholdak a Globalsecurity.org oldalán (angolul)